# Žur
Žur (serb. cyr. Жур, alb. Zhur lub Zhuri) – wieś w Kosowie, w regionie Prizren i gminie o tej samej nazwie.

## Historia
Po zdobyciu Kosowa przez Królestwo Serbii w pierwszej wojnie bałkańskiej (1912 rok), Serbia zorganizowała administrację wojskową o nazwie Žur. Gmina wchodziła w skład okręgu Srez (serb. Šar) w okręgu Prizren. Podział administracyjny trwał do 6 stycznia 1929, po czym obszar ten stał się częścią banowiny wardarskiej w nowo utworzonym królestwie Jugosławii.

## Geografia
Žur znajduje się w południowo-zachodniej części Kosowa, pięć kilometrów na wschód od Moriny w Albanii i osiem kilometrów na zachód od Prizrenu. Sąsiednie wsie to Poslishta i Billusha na wschodzie, a także Shkoza na zachodzie. Górski krajobraz Koritnika zaczyna się na południe od wsi.
M-25 przechodzi bezpośrednio przez wieś, a R7 przechodzi na północ od wsi.

## Mieszkańcy
W Žur mieszkało 5909 osób (stan na 2011 rok), z czego 5897 mieszkańców to Albańczycy, a 6 mieszkańców to Boszniacy.
- 1. Albańczycy (5897)
- 2. Boszniacy (6)

### Religia
5903 osób wyznaje islam, 1 osoba katolicyzm a druga wykazywała inną wiarę. 

## Sport
We wsi działa klub piłkarski KF Vëllazëria Žur. W sezonie 2001/02 debiutował w Superlidze, w której zajął ostatnie miejsce i spadł do niższej ligi. Aktualnie gra w Liga e Dytë e Kosovës (III liga).